# St James the Great Episcopal Church

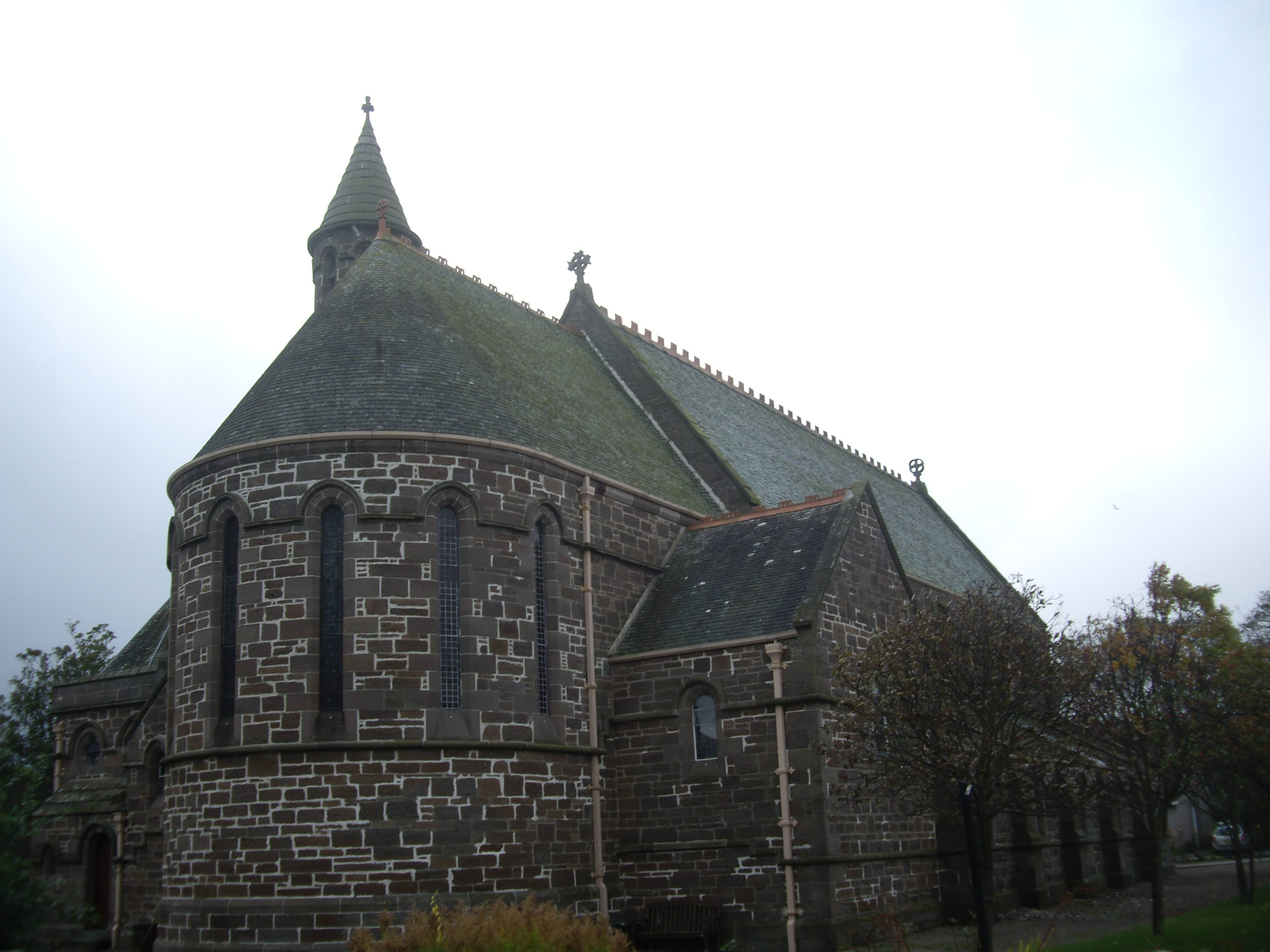
St James the Great Episcopal Church

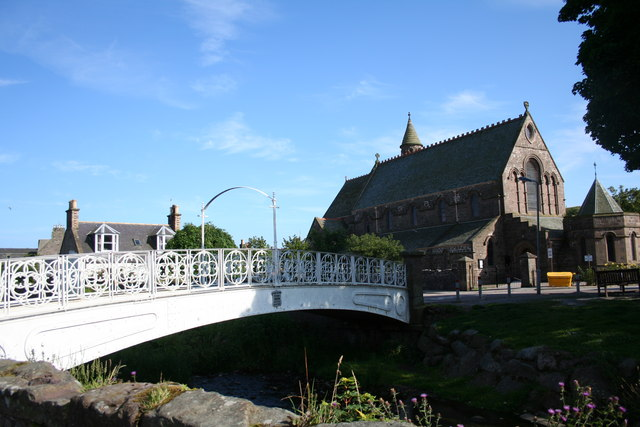
Seitenansicht

Die St James the Great Episcopal Church ist ein Kirchengebäude der Scottish Episcopal Church in der schottischen Kleinstadt Stonehaven in der Council Area Aberdeenshire. 1972 wurde das Bauwerk in die schottischen Denkmallisten zunächst in der Kategorie B aufgenommen. Die Hochstufung in die höchste Denkmalkategorie A erfolgte 1993.

## Geschichte
Die Arbeiten an der Jakobskirche begannen mit der Grundsteinlegung durch den Bischof von Brechin, Alexander Forbes, am 21. September 1875. Forbes war, vor seiner Berufung zum Bischof, Pfarrer der alten Episkopalkirche Stonehavens. Für den Entwurf zeichnet der bedeutende schottische Architekt Robert Rowand Anderson verantwortlich. Am 1. Oktober 1877 wurden die Arbeiten abgeschlossen. Die Orgel konnte erst nach einem Spendenbasar der weiblichen Gemeindemitglieder im Jahre 1881 installiert werden. Schon bald wurde eine Vergrößerung der Kapazität nötig. Diese wurde ausgeführt und 1885 abgeschlossen, sodass nun 520 Sitzplätze zur Verfügung standen. Das Baptisterium wurde 1906 gewidmet und eines der ältesten Taufbecken der schottischen Episkopalkirche installiert. Die 1929 installierten Bleiglasfenster stammen aus der Werkstatt Ninian Compers.

## Beschreibung
Die St James the Great Episcopal Church steht im historischen Zentrum Stonehavens am rechten Ufer des Carron Waters. Der zahlreiche neoromanische Elemente aufgreifende Bau gehört zu den markantesten Landmarken der Kleinstadt. Das Langhaus der dreischiffigen Kreuzkirche ist fünf Achsen weit. Rundbogenfenster sind entlang der Seitenschiffe und der Obergaden eingelassen. Narthex und das polygonale Baptisterium mit Zeltdach sind vorgelagert. An der Südostseite schließt das Gebäude mit einer halbrunden Apsis. Der schlanke Glockenturm ist weitgehend schmucklos und nur vereinzelt lassen unregelmäßig angeordnete, kleine Öffnungen Licht ins Innere. Sein oberster Bauteil ist gerundet ausgeführt und schließt mit einem schiefergedeckten Kegeldach.